# Bondy
Bondy is een gemeente in het Franse departement Seine-Saint-Denis, en de regio Île-de-France. De gemeente telde 51.066 inwoners op 1 januari 2022. De plaats maakt deel uit van het arrondissement Bobigny.

## Geografie
De oppervlakte van Bondy bedroeg op 1 januari 2022 5,47 vierkante kilometer; de bevolkingsdichtheid was toen 9.335,6 inwoners per km².
De onderstaande kaart toont de ligging van Bondy met de belangrijkste infrastructuur en aangrenzende gemeenten.

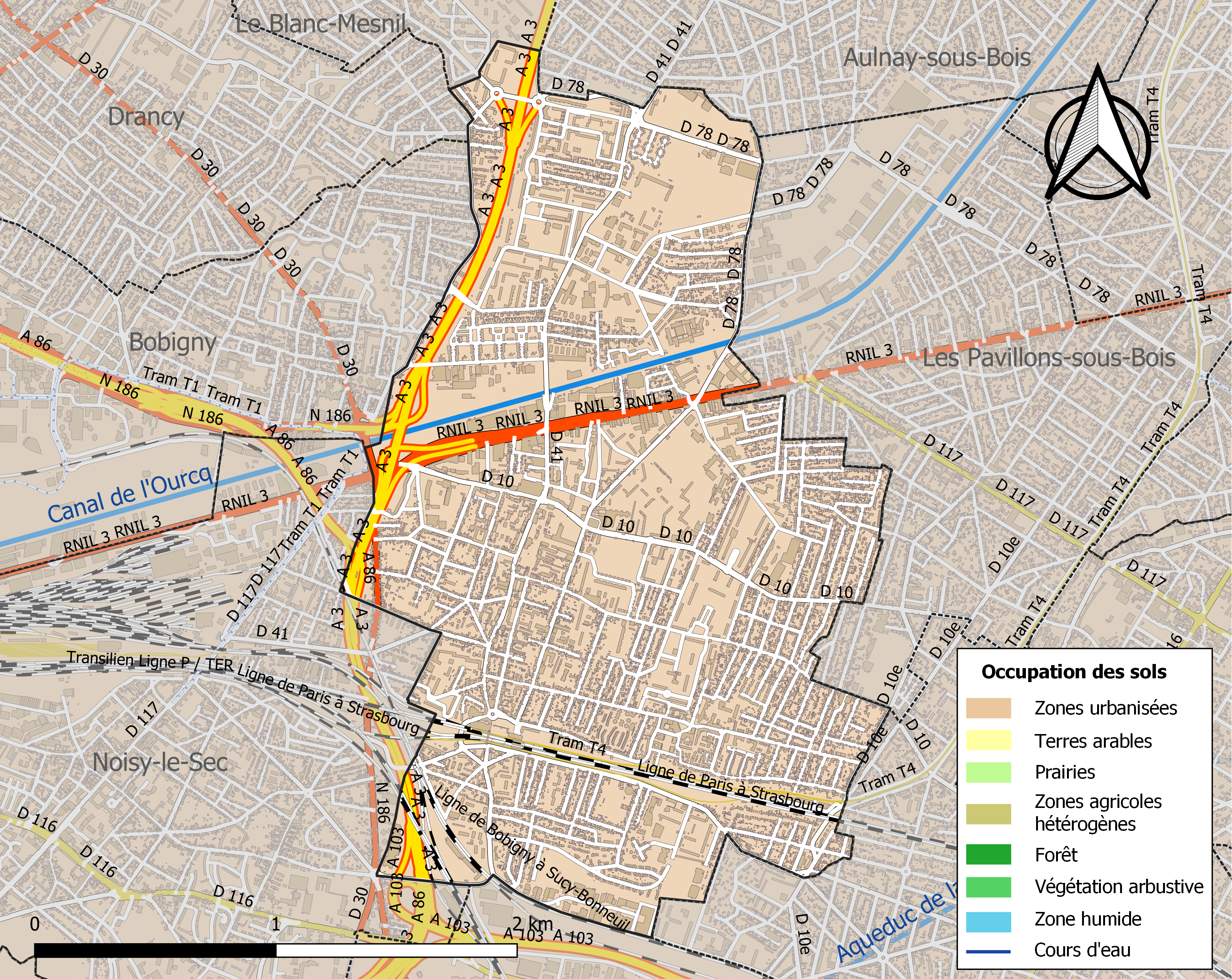

## Demografie
Onderstaande figuur toont het verloop van het inwonertal (bron: INSEE-tellingen).

## Geboren
- Muriel Hurtis-Houairi (1979), sprintster
- Fadel Brahami (1979), Algerijns voetballer
- Bakaye Traoré (1985), Malinees voetballer
- Audrey Tcheuméo (1990), judoka
- Jonathan Ikoné (1998), voetballer
- Randal Kolo Muani (1998), voetballer
- Kylian Mbappé (1998), voetballer
- William Saliba (2001), voetballer